# 파나요티스 글리코스
파나요티스 요르기오스 글리코스(그리스어: Παναγιώτης Γεώργιος Γλύκος, 1986년 10월 10일, 볼로스 ~ )는 그리스의 전 축구 선수이다. 현역 시절 포지션은 골키퍼였다.